# Place Jules Joffrin
Place Jules-Joffrin ist der Platz vor dem Rathaus des 18. Arrondissement in Paris.

## Lage
Der Platz liegt etwa in der Mitte der langen Rue Ordener und wird von ihr in zwei Hälften geteilt. Auf dem Platz befindet sich die Metrostation Jules Joffrin mit der Linie  . Ferner halten hier die Buslinien  RATP 31, 40, 60, 80, 85.

## Namensursprung
Der Platz wurde nach dem Politiker Jules Joffrin (1846–1890) benannt.

## Geschichte
Der Platz in der ehemaligen Gemeinde Montmartre wurde 1858 unter dem Namen «Place Sainte-Euphrasie» eröffnet. Nach der Einbindung 1863 in das Pariser Straßennetz bekam er am 29. Juli 1895 den gegenwärtigen Namen.

## Sehenswürdigkeiten
- Im Südwesten die Mairie du 18e arrondissement de Paris
- Im Nordosten die Église Notre-Dame de Clignancourt

## Weblink
Koordinaten: 48° 54′ N, 2° 21′ O